# Microsoft Sverige
Microsoft Aktiebolag, kan även kallas Microsoft Sverige, är Microsofts svenska dotterbolag. Det har även varit huvudkontor för den nordiska marknaden.

## Historik
Under Microsofts första tid som mjukvaruföretag var Zetner AB företagets agent i Sverige. Microsofts produkter kom till Sverige via England.
En av Microsofts svenska kunder var Rolf Skoglund som tillfrågades om han ville starta ett svenskt dotterbolag till Microsoft. Efter möte med Bill Gates och Paul Allen blev han Microsofts första anställda i Sverige. Det svenska dotterbolaget startades upp under 1985. År 1991 blev Skoglund chef för Microsofts nyinrättade nordeuropeiska region.
Från år 1990 var kontoret beläget i Stockholmsförorten Akalla. I november 2019 flyttade Sverigekontoret till byggnaden Urban Escape i centrala Stockholm, närmare bestämt Trollhättan 30 på Regeringsgatan 25 som adress.
Utöver Stockholmskontoret har Microsoft även kontor i Göteborg och Linköping. Göteborgskontoret flyttade år 2020 från World Trade Center till United Spaces. I början av 2017 köptes Linköpingsbaserade utvecklingsföretaget Donya Labs och senare samma år öppnade Microsofts kontor i Linköping.

## Ledning
VD för Microsoft Sverige har varit:
- Mats Wennberg, 1993–1997
- Christian Lundberg, 1997–2001
- Simon Brown, 2001–2003
- Peter Kopelman, 2003[14]-2009[15]
- Per Adolfsson, 2009[16]–2013[17]
- Jonas Persson, 2013[18]–2016[19]
- Joacim Damgard, 2016[20]–2018
- Hélène Barnekow, 2018[21]–2022
- Tomas Frimmel, från 2022.[22]